# Bérange
Pour les articles homonymes, voir Bérange (homonymie).
Le Bérange est un cours d'eau saisonnier de l'est de l'Hérault qui se jette dans l'étang de l'Or.

## Géographie
De 20,9 km de longueur, le Bérange est issu de la jonction au village de Saint-Drézéry des ruisseaux de Font Rauquette et de Vallongue. Coulant alors du nord-ouest vers le sud-est, il est rejoint par les ruisseaux des Coulobres et des Mazes.
Là, il se dirige vers le sud, passe à l'est du village de Sussargues à travers une zone de collines boisées. Il traverse la plaine à l'est de Castries où il est rejoint sur sa rive droite par les ruisseaux de la Garonne et du Valentibus, et passe entre les communes de Baillargues et Saint-Brès.
Dans la plaine de Mauguio, il se divise et joint plusieurs ruisseaux en s'écoulant à l'est de Mudaison et de Candillargues avant d'atteindre l'étang de l'Or à la pointe du Bérange.
Le long de son parcours, il sert de limite administrative entre les communes de Beaulieu et Sussargues, Saint-Geniès-des-Mourgues et Sussargues, Baillargues et Saint-Brès, Lansargues et Mudaison, Candillargues et Lansargues.
Sa formation a lieu à environ 75 mètres d'altitude à Saint-Drézéry pour finir au niveau de la mer à l'étang de l'Or.

### Communes et cantons traversés
Dans le seul département de l'Hérault, le Bérange traverse les douze communes suivantes, de Montaud, Beaulieu, Saint-Drezery, Sussargues, Saint-Genies-des-Mourgues, Castries, Saint-Brès, Baillargues, Lansargues, Mauguio, Mudaison, Candillargues.

### Bassin versant
Le Bérange traverse une seule zone hydrographique Le Bérange (Y333) de 76 km2 de superficie. Ce basin versant est constitué à 71,26 % de « territoires agricoles », à 16,16 % de « forêts et milieux semi-agricoles », à 10,67 % de « territoires artificialisés », à 2,56 % de « zones humides ».

## Affluents
Le Bérange a huit tronçons affluents référencés :
- le ruisseau de Vallongue ;
- le ruisseau de Font Rauquette ;
- le ruisseau de Courbesac ;
- le ruisseau des Mazes ;
- le ruisseau des Coulobres ;
- le Valentibus (rd), 6,1 km sur les quatre communes de Saint-Drézéry, Sussargues, Saint-Geniès-des-Mourgues, Castries avec deux affluents :
  - le ruisseau des Riaux,
  - le ruisseau des Garattes ;
- la Garonne (surnommée Garonnette) ;
- le ruisseau du Chemin de la Prairie.

### Rang de Strahler
Donc son rang de Strahler est de trois.